# 2003 في الاتحاد الأوروبي
تم تحديد العام 2003 «العام الأوروبي للأشخاص ذوي الإعاقة» من قبل مجلس أوروبا.

## المناصب
- رئيس المفوضية الأوروبية - رومانو برودي
- رئاسة مجلس الاتحاد الأوروبي - اليونان (كانون الثاني - حزيران) إيطاليا (تموز - كانون الأول)
- رئيس البرلمان الأوروبي - بات كوكس
- الممثل للشؤون الخارجية والسياسة الأمنية - خافيير سولانا

## الأحداث

### كانون الثاني
- 1 كانون الثاني - اليونان تتولى رئاسة الاتحاد الأوروبي.

### شباط
- 1 شباط - دخلت معاهدة نيس حيز التنفيذ.[2]

### آذار
- 8 آذار - في الأول من العديد من الاستفتاءات التي أجريت في جميع أنحاء أوروبا هذا العام، صوت الناخبون في مالطا للانضمام إلى الاتحاد الأوروبي.[3]
- 23 آذار - الناخبون في سلوفينيا يصوتون للانضمام إلى الاتحاد الأوروبي.[4]

### نيسان
- 9 نيسان - البرلمان الأوروبي يوافق على انضمام قبرص وجمهورية التشيك وإستونيا والمجر ولاتفيا وليتوانيا ومالطا وبولندا وسلوفاكيا وسلوفينيا، والذين من المتوقع أن ينضموا إلى الاتحاد الأوروبي في العام التالي وفقًا لنتائج الاستفتاءات الوطنية.
- 12 نيسان - وسط إقبال أقل من المتوقع، صوت الناخبون المجريون للانضمام إلى الاتحاد الأوروبي.[5]

### أيار
- 11 أيار - الناخبون في ليتوانيا يصوتون للانضمام إلى الاتحاد الأوروبي، لتصبح بذلك أول جمهورية سوفيتية سابقة تقوم بذلك.[6]
- 17 يار - الناخبون في سلوفاكيا يصوتون بهامش واسع للانضمام إلى الاتحاد الأوروبي.[7]

### حزيران
- 8 حزيران - الناخبون البولنديون يصوتون للانضمام إلى الاتحاد الأوروبي.[8]
- 14 حزيران - الناخبون في جمهورية التشيك يصوتون للانضمام إلى الاتحاد الأوروبي.[9]

### تموز
- 1 تموز - إيطاليا تتولى رئاسة الاتحاد الأوروبي.

### أيلول
- 14 أيلول -
  - في استفتاء، صوت الناخبون في السويد لرفض عضوية منطقة اليورو.[10]
  - صوت الناخبون في إستونيا للانضمام إلى الاتحاد الأوروبي.[11]

### تشرين الأول
- 4 تشرين الأول - انعقد مؤتمر حكومي دولي في روما لوضع اللمسات الأخيرة على الدستور الأوروبي.